# Jan Schmidt (piłkarz)
Jan Paweł Schmidt (ur. 2 marca 1937 w Chorzowie, zm. 19 lutego 2023 tamże) – polski piłkarz występujący na pozycji napastnika, jednokrotny reprezentant Polski.

## Kariera klubowa
Był wychowankiem klubu KS Kościuszko. W trakcie kariery seniorskiej grał w AKS Chorzów, Starcie Chorzów, Śląsku Wrocław, Legii Warszawa oraz Ruchu Chorzów. W barwach Ruchu w sezonie 1960 zdobył tytuł mistrza Polski. W wieku 25 lat zakończył grę w piłkę nożną z powodu niewydolności serca.

## Kariera reprezentacyjna
25 czerwca 1961 zaliczył jeden występ w reprezentacji Polski w spotkaniu z Jugosławią w kwalifikacjach Mistrzostw Świata 1962 (1:1), w którym zdobył gola.

### Bramki w reprezentacji
| Lp. | Data            | Miejsce                 | Przeciwnik | Bramka | Rezultat | Ranga meczu                       |
| --- | --------------- | ----------------------- | ---------- | ------ | -------- | --------------------------------- |
| 1.  | 25 czerwca 1961 | Stadion Śląski, Chorzów | Jugosławia | 1:1    | 1:1      | Eliminacje Mistrzostw Świata 1962 |

## Życie prywatne
Brat Zygmunta Schmidta.

## Sukcesy
Ruch Chorzów
- mistrzostwo Polski: 1960